# Walcott (Iowa)
Walcott is een plaats (city) in de Amerikaanse staat Iowa, en valt bestuurlijk gezien onder Muscatine County en Scott County.

## Demografie
Bij de volkstelling in 2000 werd het aantal inwoners vastgesteld op 1528.
In 2006 is het aantal inwoners door het United States Census Bureau geschat op 1532, een stijging van 4 (0.3%).

## Geografie
Volgens het United States Census Bureau beslaat de plaats een oppervlakte van
7,8 km², waarvan 7,7 km² land en 0,1 km² water. Walcott ligt op ongeveer 235 m boven zeeniveau.

## Plaatsen in de nabije omgeving
De onderstaande figuur toont nabijgelegen plaatsen in een straal van 16 km rond Walcott.